# Leptobrachium waysepuntiense
Leptobrachium waysepuntiense é uma espécie de anfíbio anuro da família Megophryidae. Está presente na Indonésia. A UICN classificou-a como pouco preocupante.